# Serviciul European de Acțiune Externă
Serviciul European de Acțiune Externă (SEAE) este o nouă instituție a Uniunii Europene (UE), a cărei înființare a fost prevăzută prin Tratatul de la Lisabona. Serviciul, lansat oficial la 1 decembrie 2010, asistă Înaltul Reprezentant (ÎR) al UE pentru politica externă și de securitate comună în exercitarea mandatului său.
Acesta ar urma să fie alcătuit din funcționarii serviciilor competente ale Secretariatului General al Consiliului  și Comisiei, precum și din diplomați naționali detașați de către statele membre. Componența noului Serviciu va urmări convergența politicilor externe ale statelor membre, precum  și 
crearea unei culturi comune a statelor în domeniul extern. Organizarea  și funcționarea  SEAE vor face obiectul unei decizii a Consiliului, decizie care va fi adoptată ulterior intrării în vigoare a Tratatului de la Lisabona, în baza unei propuneri a Înaltului Reprezentant, după consultarea Parlamentului European  și obținerea aprobării Comisiei Europene. Consiliul European din 29 - 30 octombrie 2009 a indicat că este avută în vedere adoptarea acestei decizii  de către Consiliu cel târziu până la sfârșitul lunii aprilie 2010.
| Semnat A intrat în vigoare Document | 1948 Tratatul de la Bruxelles                                   | 1951 1952 Tratatul de la Paris | 1954 1955 Tratatul de la Bruxelles modificat          | 1957 1958 Tratatele de la Roma                        | 1965 1967 Tratatul de fuziune                         | 1975 N/A Concluziile Consiliului European                          | 1985 Acordul de la Schengen                                        | 1986 1987 Actul unic european                                      | 1992 1993 Tratatul de la Maastricht                                | 1992 1993 Tratatul de la Maastricht | 1997 1999 Tratatul de la Amsterdam | 2001 2003 Tratatul de la Nisa | 2007 2009 Tratatul de la Lisabona | 2007 2009 Tratatul de la Lisabona |  |  |  |  |  |  |  |  |
|                                     |                                                                 |                                |                                                       |                                                       |                                                       |                                                                    |                                                                    |                                                                    |                                                                    |                                     |                                    |                               |                                   |                                   |  |  |  |  |  |  |  |  |
| Cei trei piloni ai Uniunii Europene |                                                                 |                                |                                                       |                                                       |                                                       |                                                                    |                                                                    |                                                                    |                                                                    |                                     |                                    |                               |                                   |                                   |  |  |  |  |  |  |  |  |
| Comunitățile Europene:              |                                                                 |                                |                                                       |                                                       |                                                       |                                                                    |                                                                    |                                                                    |                                                                    |                                     |                                    |                               |                                   |                                   |  |  |  |  |  |  |  |  |
|                                     | Comunitatea Europeană a Energiei Atomice (EURATOM)              |                                |                                                       |                                                       |                                                       |                                                                    |                                                                    |                                                                    |                                                                    |                                     |                                    |                               |                                   |                                   |  |  |  |  |  |  |  |  |
|                                     |                                                                 |                                | Comunitatea Europeană a Cărbunelui și Oțelului (CECO) | Comunitatea Europeană a Cărbunelui și Oțelului (CECO) | Comunitatea Europeană a Cărbunelui și Oțelului (CECO) | Comunitatea Europeană a Cărbunelui și Oțelului (CECO)              | Tratatul a expirat în 2002                                         | Tratatul a expirat în 2002                                         | Tratatul a expirat în 2002                                         |                                     | Uniunea Europeană (UE)             | Uniunea Europeană (UE)        |                                   |                                   |  |  |  |  |  |  |  |  |
|                                     |                                                                 |                                | Comunitatea Economică Europeană (CEE)                 |                                                       |                                                       |                                                                    |                                                                    |                                                                    |                                                                    |                                     | Uniunea Europeană (UE)             | Uniunea Europeană (UE)        |                                   |                                   |  |  |  |  |  |  |  |  |
|                                     |                                                                 |                                |                                                       | Regulile Schengen                                     |                                                       |                                                                    | Comunitatea Europeană (EC)                                         | Comunitatea Europeană (EC)                                         |                                                                    |                                     | Uniunea Europeană (UE)             | Uniunea Europeană (UE)        |                                   |                                   |  |  |  |  |  |  |  |  |
|                                     |                                                                 | TREVI                          | TREVI                                                 | TREVI                                                 | Justiție și afaceri interne (JHA)                     |                                                                    | Comunitatea Europeană (EC)                                         | Comunitatea Europeană (EC)                                         |                                                                    |                                     | Uniunea Europeană (UE)             | Uniunea Europeană (UE)        |                                   |                                   |  |  |  |  |  |  |  |  |
|                                     | Cooperarea polițienească și judiciară în materie penală (CPJMP) | TREVI                          | TREVI                                                 | TREVI                                                 | Justiție și afaceri interne (JHA)                     |                                                                    |                                                                    |                                                                    |                                                                    |                                     | Uniunea Europeană (UE)             | Uniunea Europeană (UE)        |                                   |                                   |  |  |  |  |  |  |  |  |
|                                     |                                                                 |                                |                                                       |                                                       | Cooperarea Politică Europeană (EPC)                   | Politica externă și de securitate comună a Uniunii Europene (PESC) | Politica externă și de securitate comună a Uniunii Europene (PESC) | Politica externă și de securitate comună a Uniunii Europene (PESC) | Politica externă și de securitate comună a Uniunii Europene (PESC) |                                     | Uniunea Europeană (UE)             | Uniunea Europeană (UE)        |                                   |                                   |  |  |  |  |  |  |  |  |
| Instituții neconsolidate            | Instituții neconsolidate                                        | Uniunea Vest-Europeană (UVE)   | Uniunea Vest-Europeană (UVE)                          | Uniunea Vest-Europeană (UVE)                          | Uniunea Vest-Europeană (UVE)                          | Uniunea Vest-Europeană (UVE)                                       | Uniunea Vest-Europeană (UVE)                                       |                                                                    |                                                                    |                                     |                                    | Uniunea Europeană (UE)        |                                   |                                   |  |  |  |  |  |  |  |  |
| Instituții neconsolidate            | Instituții neconsolidate                                        | Uniunea Vest-Europeană (UVE)   | Uniunea Vest-Europeană (UVE)                          | Uniunea Vest-Europeană (UVE)                          | Uniunea Vest-Europeană (UVE)                          | Uniunea Vest-Europeană (UVE)                                       | Uniunea Vest-Europeană (UVE)                                       | Tratatul a expirat în 2011                                         |                                                                    |                                     |                                    |                               |                                   |                                   |  |  |  |  |  |  |  |  |
|                                     |                                                                 |                                |                                                       |                                                       |                                                       |                                                                    |                                                                    |                                                                    |                                                                    |                                     |                                    | v • d • m                     |                                   |                                   |  |  |  |  |  |  |  |  |

## Organizare
SEAE gestionează politicile externe generale, politicile de securitate și apărare și controlează Centrul de Informații și Situații al Uniunii Europene. Cu toate acestea, deși ÎR și SEAE pot pregăti inițiative, statele membre iau deciziile politice finale, iar Comisia joacă, de asemenea, un rol în implementarea tehnică. ÎR trebuie să raporteze Parlamentului European. SEAE are birouri dedicate tuturor țărilor și organizațiilor regionale din lume și unităților specializate pentru democrație, drepturile omului și apărare.
SEAE are șase departamente geografice conduse de un director general. Departamentele împart lumea în:
- Africa
- Asia
- Americi
- Orientul Mijlociu și Vecinătatea de Sud
- Rusia, Vecinătatea de Est și Balcanii de Vest
- Afacerile globale și multilaterale.[4]

Birourile geografice nu sunt duplicate în Comisie. SEAE include, de asemenea, departamentele pentru securitate, planificare strategică politică, afaceri juridice, relații interinstituționale, informații și diplomație publică, audit intern și inspecții, precum și protecția datelor cu caracter personal.

## Buget
Bugetul SEAE este propus și gestionat de ÎR  și este semnat în fiecare an de Parlament. Parlamentul va revizui, de asemenea, bugetul fiecărei misiuni UE; Supravegherea Parlamentului va pune capăt unui acord de lungă durată, în care Parlamentul și Consiliul nu se uită la detaliile bugetului .

## Supravegherea parlamentară
Parlamentul a luptat pentru a obține supravegherea asupra SEAE și, în cadrul planurilor finale, bugetul, deși independent, ar fi examinat de deputații europeni care îl pot aproba sau respinge. Parlamentul va fi, de asemenea, consultat cu privire la misiunile de peste mări și va avea o supraveghere bugetară mai puternică și asupra acestor persoane. De asemenea, aceștia ar stabili în mod oficial numiri la ambasade străine proeminente și vor avea acces la unele documente SEAE clasificate .

## Locație
SEAE are sediul în clădirea triunghiulară (cunoscută și sub denumirea de "Capitala" sau "clădirea Axa"), pe direcția giratorie Schuman, aflată în centrul Cartierului Bruxelles al UE. Clădirea este închiriată la 12 milioane de euro pe an. Înainte de a se muta în aceasta, viitorul personal al SEAE era situat în opt clădiri separate, la un cost de 25 de milioane de euro în fiecare an. SEAE închiriază cea mai mare parte a clădirii, iar departamentele Comisiei completează spațiul rămas. Oficiul European pentru Selecția Personalului (Epso) ocupa deja o parte din clădire din iulie 2010.